# Халина Фронцковяк
Халѝна Ма̀рия Фронцко̀вяк (на полски: Halina Maria Frąckowiak), позната само като Халѝна Фронцко̀вяк (Halina Frąckowiak) (10 април 1947 г., Познан), е полска певица, композиторка и текстописка.

## Биография
Първата ѝ изява като певица е през 1963 г. на второто и последно издание на Фестивала за млади таланти в Шчечин. На него участва заедно с Чеслав Ниемен, Зджислава Сошницка и Кшищоф Кленчон и се класира в т.нар. „Златна десетка“.
Работи с групи, като „Тони“, „Такти“ и „Тарпани“. Впоследствие печели награди на Националния фестивал на полската песен в Ополе (НФПП) и на Фестивала на войнишката песен в Колобжег през 1969, 1976, 1977, 1988, 1991 и 1993 година. През 1975 г. на НФПП печели титлата „Мис обектив“.
От сътрудничеството си с групи, като „Червоно-Чарни“, АБЦ, „Тарпани“ и „Друмлерши“, Фронцковяк записва поредица от песни, сред които: Ktoś („Някой“), Czekam tu („Чакам тук“), Napisz, proszę („Напиши, моля те“), Za mną nie oglądaj się („Не се оглеждай зад мен“). Усъвършенства гласовите си умения при Алиция Барска.
През 1972 г. започва самостоятелната си кариера. Оглавява няколко пъти анкетата за най-популярна певица и участва в чуждестранни музикални фестивали (Остенде, Шлагерния фестивал в Росток и този в Дрезден), на които печели награди, сред които и „Златен микрофон“ на Полско-американската агенция на артистите.
През 1974 г. е издаден първият ѝ студиен албум, Idę („Вървя“). На три от песните в него е композиторка: Julio, nie bądź zła („Юлия, не бъди лоша“), Bawimy się w życie („Играем си на живот“) и Idę dalej („Вървя нататък“).
През 1976 г. участва на XIV издание на НФПП с Pieśń Geiry („Песента на Гейра“), за която е удостоена с II награда на фестивала. Следващата година се явява с песента Jesteś spóźnionym deszczem („Ти си закъснял дъжд“), за която печели III награда на фестивала. След двете ѝ поредни участия песните са включени във втория ѝ студиен албум, Geira („Гейра“), в който певицата работи заедно с група СББ, чийто основател, Юзеф Скшек, композира всички песни в него по текстове на Юлиян Матей.
Издаденият през 1981 г. албум Ogród Luizy („Градината на Люиза“) е плод на очарованието на певицата от поезията на Кажимеж Вежински, по чиито стихотворения са всички песни в него. За осъществяването както на предишния, така и на този албум певицата работи заедно с група СББ и Юзеф Скшек.
Следващият ѝ студиен албум, Serca gwiazd („Сърцата на звездите“), е издаден през 1983 г. По него работи вече с различни композитори и текстописци.
На път за свой концерт през 1990 г., който трябва да се проведе в Гожув Велкополски, претърпява пътно произшествие, в което лицето ѝ е прорязано от счупеното предно стъкло, а краката ѝ – счупени. Докато раните на лицето зарастват относително бързо без видими белези, щетите на краката са по-сериозни, затова певицата се подлага на няколкоседмично лечение и няколкомесечно възстановяване.
През 1993 г. на НФПП в Ополе звукозаписната компания „Муза“ я удостоява с наградата „Златна плоча“ за цялостно творчество.
През 2010 г. влиза в комитета за подкрепа на Ярослав Качински по време на президентските избори.

## Личен живот
Има връзка с политолога Юзеф Шанявски, който загива при падане по пътя назад след успешно изкачване на върха Швиница в Татрите на 4 септември 2012 г. Двамата имат син – Филип Фронцковяк.

## В памет на Анна Янтар
В памет на загиналата в самолетно произшествие на 14 март 1980 г. полска певица Анна Янтар Халина Фронцковяк записва песента Anna już nie mieszka tu („Анна вече не живее тук“), включена в албума ѝ Serca gwiazd от 1983 г. Автор на текста е Януш Кондратович, а музиката е дело на съпруга на Анна Янтар – Ярослав Кукулски. Тя въвежда идеята за награда на нейно име, която да се присъжда на дебютантите на НФПП в Ополе.
От 1984 г. е почетна членка на музикалния клуб „Анна Янтар“ заедно с Ярослав Кукулски, Наталия Кукулска (дъщерята на Анна Янтар), Елени, Збигнев Холдис, Ромуалд Липко, Марек Каревич, Михал Рибчински и Данута Мизгалска.
Участва в четири големи концерта, посветени в нейна памет:
- през пролетта на 2000 г. по случай 20-годишнината от смъртта ѝ;
- през октомври 2007 г. на Pejzaż bez Ciebie („Пейзаж без теб“) в „Опера Нова“ в Бидгошч;
- през 2012 г. на Życia mała garść („Малка шепа живот“) в Ополе;
- на 31 декември 2014 г. на Przetańczyć z tobą chcę całą noc („Искам да танцувам с теб цяла нощ“) в Познан – родния град на Анна Янтар – по случай наближаващия 65 рожден ден и 35-годишнина от смъртта ѝ.

## Дискография

### Студийни албуми

#### С група АБЦ
- 1970 – Grupa ABC Andrzeja Nebeskiego
- 1971 – Hallo nr 2

#### Самостоятелни
- 1974 – Idę
- 1977 – Geira (с група СББ)
- 1981 – Ogród Luizy (с Юзеф Скшек)
- 1983 – Serca gwiazd
- 1987 – Halina Frąckowiak
- 2005 – Przystanek bez drogowskazu… Garaże gwiazd

### Сборни албуми
- 1992 – Dawne i nowe przeboje
- 1998 – Antologia
- 1998 – Bądź gotowy do drogi
- 1999 – Platynowa kolekcja – Złote przeboje
- 2000 – Złota kolekcja – Mały elf
- 2013 – Jubileusz. 50 piosenek na 50-lecie

## Награди, признания и отличия
- 1969 г. – награда на Полското радио и телевизия (ПРТ) на VII издание на Националния фестивал на полската песен в Ополе (НФПП) за песента Czekam tu („Чакам тук“);
- 1969 г. – награда „Бронзова котва на сопотското лято“ на Фестивала за младежки състави;
- 1970 г. – награда „Сребърна котва на сопотското лято“ на Фестивала за младежки състави;
- 1970 г. – награда на Полско-американската агенция на артистите на VIII издание на НФПП за песента Barwy ziemi („Цветовете на земята“);
- 1970 г. – награда „Сребърен пръстен“ (с група АБЦ) на Фестивала на войнишката песен в Колобжег за песента Nasza kompania („Нашата рота“);
- 1972 г. – III награда на Шлагерния фестивал в Росток, Германия;
- 1976 г. – II награда на XIV издание на НФПП за Pieśń Geiry („Песента на Гейра“);
- 1976 г. – звание „Мис обектив“ на НФПП;
- 1977 г. – III награда на XV издание на НФПП за Jesteś spóźnionym deszczem („Ти си закъснял дъжд“);
- 1979 г. – звание „Заслужил деятел на културата“;
- 1988 г. – награда на кмета на Ополе за „изключителни постижения в областта на изпълнението на песни и за нейното представяне на изданията на НФПП“;
- 1990 г. – индивидуалната награда на председателя на комитета „Полско радио и телевизия“ за „творчески постижения“;
- 1991 г. – III награда на XXVIII издание на НФПП за Nie bój się żyć („Не се страхувай да живееш“);
- 1993 г. – награда „Златна плоча“ за цялостна творческа дейност на НФПП;
- 2005 г. – бронзов медал „Заслужил деятел на културата Gloria Artis“[2];
- 2013 г. – „Златен кръст за заслуги“ за творчески постижения;
- 2016 г. – „Офицерски кръст“ на ордена на Възраждане на Полша за изключителни заслуги в творческата дейност[3];
- 2018 г. – сребърен медал „Заслужил деятел на културата Gloria Artis“[2];
- 2019 г. – „Медал за стогодишнината от възстановяването на независимостта“.